# 青木しげる
青木　しげる（あおき しげる、1954年10月 - ）は、日本の子役俳優。大阪府出身。本名は青木茂。血液型はA型。

## 来歴・人物
1959年から1961年の間、主に京都東映・京都大映の時代劇の映画を中心に、子役として出演。前半は本名の青木茂で、後半は青木しげるの芸名で出演している。TVでは、白木みのると製薬会社のCMにも出演している。1962年のTVドラマ（詳細不明）の出演を最後に、芸能活動はしていない。その後、1980年京都大学医学部を卒業し、現在、放射線科医師となっている。

## 主な出演作品
青木茂として
- 総会屋錦城　勝負師とその娘 (1959) 大映
- 旗本と幡随院　男の対決 (1960) 東映
- 神田祭り喧嘩笠 (1960) 東映
- 森の石松鬼より恐い (1960) 東映
- 花笠ふたり若衆 (1961) 東映

青木しげるとして
- 南国太平記 (1960) 東映
- あばれ駕篭 (1960) 東映
- ひばり捕物帖 折鶴駕篭 (1960) 東映
- 庄助武勇伝 会津磐梯山 (1960) 東映
- 草間の半次郎 霧の中の渡り鳥 (1960) 東映
- 鏡山競艶録 (1960) 大映
- 沓掛時次郎 (1961) 大映
- 唄は峠を越えて (1961) 大映
- 夜霧の長脇差 (1961) 東映